# Karl Braun (Rennfahrer)
Karl Braun (* 28. August 1902 in Achern; † 22. August 1937) war ein deutscher Motorradrennfahrer.

## Leben
Karl Braun stammte aus Achern, wo seine Eltern eine Kutscherei besaßen. Nach der Schulzeit erlernte er den Beruf des Kaufmanns und zog nach Karlsruhe, wo er seine spätere Ehefrau Lydia kennenlernte. Zusammen bauten beide später ein Haus in Weiherfeld.
Sein Sohn Karl Braun junior, der knapp sieben Wochen nach dem Tod seines Vaters auf die Welt kam, übernahm später seinen Nachlass, den seine Mutter während des Zweiten Weltkriegs in einem Sack unter der Kohle im Keller aufbewahrt hatte; darunter befanden sich über 200 Kondolenzbriefe und -telegramme sowie die ledernen Handschuhe und sein Sturzhelm.

## Karriere
Während seiner Berufsausbildung sparte Karl Braun für ein eigenes Motorrad. Sein erstes Rennen fuhr er als Ausweisfahrer im Alter von 22 Jahren auf einer 600-cm³-Imperia. 1926 wurde er Lizenzfahrer; nach einem Sturz musste er wegen eines Schädelbruches längere Zeit pausieren. 1929 kaufte sich Braun einen Bugatti-Sportwagen, um damit Autorennen zu bestreiten. Wenig später verkaufte er diesen Wagen jedoch wieder und wechselte aufs Motorrad zurück.
Anfang der 1930er-Jahre begann Karl Braun an Gespann-Rennen teilzunehmen. Sein erster größerer Erfolg gelang ihm 1933 mit dem Sieg beim Hockenheimer Motorradrennen auf dem Hockenheimer Dreieck mit einem Tornax-Gespann mit J.A.P.- Motor. Im folgenden Jahr gewann er zusammen mit Beifahrer Erwin Badsching beide Gespann-Rennen zum Feldberg-Bergpreis am Großen Feldberg im Taunus. 1935 starteten die beiden auf einem Horex-Gespann, das vom Karlsruher Mechaniker Georg Kaiser gewartet wurde. Das Duo errang in diesem Jahr mit der privat eingesetzten Maschine in 18 nationalen und internationalen Rennen sieben erste und acht zweite Plätze. Zudem gewannen Braun/Badsching vor dem NSU-Werksduo Hans Schumann/Hermann Böhm die Deutsche Meisterschaft in der 1000er-Klasse und wurden bei der Deutschen Bergmeisterschaft Zweiter.
Durch diese Erfolge wurde der sächsische Hersteller DKW, der zur damaligen Zeit einer der größten Motorradproduzenten der Welt war, auf die beiden aufmerksam und verpflichtete sie ab der Saison 1936. Braun/Badsching gewannen die Meisterschaftsläufe auf dem Schottenring und auf dem Schleizer Dreieck und errangen erneut die Deutsche Meisterschaft, diesmal in der 600-cm³-Klasse.
In die Saison 1937 starteten sie weiterhin für DKW, mit Siegen beim Eilenriederennen in Hannover, beim Internationalen Solitude-Rennen in Stuttgart und beim Eifelrennen auf dem Nürburgring und verteidigten damit bereits vorzeitig ihren Meistertitel in der 600er-Gespannklasse. Beim Großen Preis der Schweiz in Bremgarten, in dessen Rahmen am 3. und 4. Juli die Titel der Motorrad-Europameisterschaft 1937 vergeben wurden, setzten sich Braun/Badsching im 600-cm³-Rennen gegen die einheimischen Piloten Ferdinand Aubert und Max Hunziker (beide Norton) durch und gewannen somit auch den EM-Titel in dieser Klasse.

### Tödlicher Unfall
Am 22. August 1937 verunglückte Karl Braun im vorletzten Lauf zur Deutschen Motorradmeisterschaft auf dem Schleizer Dreieck tödlich. Sein DKW-Gespann kam in der ersten Kurve der Strecke auf regennasser Fahrbahn ins Schleudern und überschlug sich. Während Beifahrer Erwin Badsching nahezu unverletzt blieb, erlitt Braun schwere Verletzungen, denen er noch am selben Tag im Krankenhaus erlag.
Beim letzten Meisterschaftslauf, der am 19. September 1937 auf dem Schottenring stattfand, gewann das NSU-Werksgespann Hermann Böhm/Karl Fuchs das 600er-Rennen. Die beiden schlossen damit die Saison punktgleich mit Braun/Badsching ab. Der Titel wurde postum an Karl Braun und seinen Beifahrer Erwin Badsching vergeben.
Die vermehrten schweren Seitenwagenunfälle der Jahre 1936 und 1937 – neben Karl Braun verunglückten beispielsweise auch DKW-Teamkollege Toni Babl, Albert Schneider, Hans Schneider und Josef Lohner tödlich – veranlassten das Nationalsozialistische Kraftfahrkorps als oberste Motorsportbehörde Deutschlands, für 1938 alle Gespannrennen zu verbieten. Auf einigen Rennstrecken wie der Solitude, dem Schleizer Dreieck und am Feldberg wurde der Rennbetrieb sogar ganz eingestellt. Erst nach dem Zweiten Weltkrieg wurden Seitenwagenrennen wieder erlaubt.
Sein Grab befindet sich auf dem Hauptfriedhof Karlsruhe.

## Statistik

### Erfolge
- 1935 – Deutscher 1000-cm³-Gespann-Meister auf Horex mit Beifahrer Erwin Badsching
- 1936 – Deutscher 600-cm³-Gespann-Meister auf DKW mit Beifahrer Erwin Badsching
- 1937 – 600-cm³-Gespann-Europameister auf DKW mit Beifahrer Erwin Badsching
- 1937 – Deutscher 600-cm³-Gespann-Meister auf DKW mit Beifahrer Erwin Badsching

### Rennsiege
(gefärbter Hintergrund = Europameisterschaftslauf)
| Jahr | Klasse                   | Maschine      | Beifahrer       | Rennen                          | Strecke                   |
| ---- | ------------------------ | ------------- | --------------- | ------------------------------- | ------------------------- |
| 1933 | Gespanne (1000 cm³)      | Tornax-J.A.P. | unbekannt       | Hockenheimer Motorradrennen     | Hockenheimer Dreieck      |
| 1934 | Gespanne (600 cm³)       | Horex         | Erwin Badsching | Feldberg-Bergpreis              | Feldbergring              |
| 1934 | Gespanne (über 1000 cm³) | Tornax-Horex  | Erwin Badsching | Feldberg-Bergpreis              | Feldbergring              |
| 1935 | Gespanne (1200 cm³)      | Horex         | Erwin Badsching | Internationales Solitude-Rennen | Solitude                  |
| 1935 | Gespanne (1000 cm³)      | Horex         | Erwin Badsching | Marienberger Dreieckrennen      | Marienberger Dreieck      |
| 1935 | Gespanne (1000 cm³)      | Horex         | Erwin Badsching | Hockenheimer Motorradrennen     | Hockenheimer Dreieck      |
| 1935 | Gespanne (1000 cm³)      | Horex         | Erwin Badsching | Schleizer Dreieckrennen         | Schleizer Dreieck         |
| 1935 | Gespanne (1000 cm³)      | Horex         | Erwin Badsching | Feldberg-Bergpreis              | Feldbergring              |
| 1936 | Gespanne (600 cm³)       | DKW           | Erwin Badsching | Rund um Schotten                | Schottenring              |
| 1936 | Gespanne (600 cm³)       | DKW           | Erwin Badsching | Schauinsland-Bergpreis          | Schauinsland bei Freiburg |
| 1936 | Gespanne (600 cm³)       | DKW           | Erwin Badsching | Schleizer-Dreieck-Rennen        | Schleizer Dreieck         |
| 1937 | Gespanne (600 cm³)       | DKW           | Erwin Badsching | Eilenriederennen                | Eilenriede                |
| 1937 | Gespanne (600 cm³)       | DKW           | Erwin Badsching | Internationales Solitude-Rennen | Solitude                  |
| 1937 | Gespanne (600 cm³)       | DKW           | Erwin Badsching | Schauinsland-Bergpreis          | Schauinsland bei Freiburg |
| 1937 | Gespanne (600 cm³)       | DKW           | Erwin Badsching | Eifelrennen                     | Nürburgring               |
| 1937 | Gespanne (600 cm³)       | DKW           | Erwin Badsching | Großer Preis der Schweiz        | Bremgarten                |

## Verweise